# 鈴木英治
鈴木 英治（すずき えいじ、1960年12月27日 - ）は、静岡県沼津市生まれの時代小説家。沼津市立沼津高等学校、明治大学経営学部卒業。

## 来歴
1999年、『駿府に吹く風』で第1回角川春樹小説賞特別賞を受賞し、作家デビュー。（『義元謀殺』に改題し、2000年刊行。）妻も歴史作家の秋山香乃。
2016年6月、歴史小説をイノベーションする会「操觚の会」を、九名の歴史・時代小説作家で作り（秋山香乃、蒲原二郎、杉山大二郎、鈴木英治、鳴神響一、新美健、早見俊、幡大介、誉田龍一（五十音順））、局長と名乗る。

## 作品リスト（シリーズ・出版年順）

### 手習重兵衛シリーズ：中央公論新社
- 闇討ち斬
- 梵鐘
- 暁闇
- 刃舞
- 道中霧
- 天狗変
- 母恋い
- 夕映え橋
- 隠し子の宿
- 道連れの文
- 黒い薬売り
- 祝い酒

（上記にて完結）

### 徒目付 久岡勘兵衛シリーズ：角川春樹事務所
- 闇の剣
- 魔性の剣
- 怨鬼の剣
- 烈火の剣
- 稲妻の剣
- 陽炎の剣
- 凶眼
- 定廻り殺し
- 錯乱
- 遺痕
- 天狗面
- 相討ち
- 女剣士
- からくり五千両
- 罪人の刃
- 徒目付失踪

（上記にて完結）

### 新兵衛シリーズ：角川春樹事務所
（新兵衛捕物御用シリーズ：徳間書店として再版）
- 水斬の剣
- 夕霧の剣
- 白閃の剣
- 暁の剣

（上記にて完結）

### 父子十手捕物日記シリーズ：徳間書店
- 父子十手捕物日記
- 春風そよぐ
- 一輪の花
- 蒼い月
- 鳥かご
- お陀仏坂
- 夜鳴き蝉
- 結ぶ縁
- 地獄の釜
- なびく髪
- 情けの背中
- 町方燃ゆ
- さまよう人
- 門出の陽射し
- 浪人半九郎
- 息吹く魂
- ふたり道
- 夫婦笑み

（上記にて完結）

### 半九郎シリーズ：角川春樹事務所
- 半九郎残影剣
- 半九郎疾風剣

（上記にて完結）

### 口入屋用心棒シリーズ：双葉社
- 逃げ水の坂
- 匂い袋の宵
- 鹿威しの夢
- 夕焼けの甍
- 春風の太刀
- 仇討ちの朝
- 野良犬の夏
- 手向けの花
- 赤富士の空
- 雨上りの宮
- 旅立ちの橋
- 待伏せの渓
- 荒南風の海
- 乳呑児の瞳
- 腕試しの辻
- 裏鬼門の変
- 火走りの城
- 平蜘蛛の剣
- 毒飼いの罠
- 跡継ぎの胤
- 闇隠れの刃
- 包丁人の首
- 身過ぎの錐
- 緋木瓜の仇
- 守り刀の声
- 兜割りの影
- 判じ物の主
- 遺言状の願
- 九層倍の怨
- 目利きの難
- 徒目付の指
- 三人田の怪
- 傀儡子の糸
- 痴れ者の果
- 木乃伊の気
- 天下流の友
- 御上覧の誉

### 郷四郎 無言殺剣シリーズ：中央公論新社
- 大名討ち
- 火縄の寺
- 首代一万両
- 野盗薙ぎ
- 妖気の山路
- 獣散る刻（とき）
- 妖かしの蜘蛛
- 百忍斬り
- 正倉院の闇
- 柳生一刀石

### 下っ引夏兵衛シリーズ：講談社
- 闇の目
- 関所破り
- かどわかし

### 惚れられ官兵衛謎斬り帖シリーズ：祥伝社
- 闇の陣羽織　　(2010．4)
- 野望と忍びと刀

### 大江戸やっちゃ場伝シリーズ：幻冬舎
- 大地
- 胸突き坂

### 江戸の雷神シリーズ：中央公論新社
- 江戸の雷神
- 敵意
- 死化粧

### その他
- 義元謀殺（上・下）　角川春樹事務所（2000.3）
- 血の城　角川春樹事務所（2000.10）
- 飢狼の剣　角川春樹事務所（2001.6）
- 角右衛門の恋 中央公論新社（2005.9）
- 宵待の月　幻冬舎（2007.12）
- 大脱走　中央公論新社（2009.6）
- 湖上の舞　朝日新聞出版（2009.10）
- 忍び音　幻冬舎	(2010.5）
- にわか雨　徳間書店（2010.8）